# The Ghost of Tom Joad
The Ghost of Tom Joad —en español: El fantasma de Tom Joad— es el undécimo álbum de estudio del músico estadounidense Bruce Springsteen, publicado por la compañía discográfica Columbia Records en noviembre de 1995. El álbum, grabado y mezclado en los Thrill Hill Studios entre marzo y septiembre de 1995, fue el segundo trabajo en acústico de Springsteen, después de Nebraska.
El álbum, cuyo título hace referencia a Tom Joad, protagonista de la novela de John Steinbeck Las uvas de la ira, incluye canciones folk interpretadas con guitarra acústica y letras con una sombría reflexión de la vida a mediados de la década de 1990 en los Estados Unidos y México.

## Recepción
Tras su publicación, The Ghost of Tom Joad obtuvo reseñas generalmente positivas de la prensa musical. Mikal Gilmore de la revista Rolling Stone lo definió como «el mejor álbum de Springsteen en diez años» y lo consideró entre «los trabajos más valientes que nadie nos ha brindado en esta década». Robert Christgau destacó las canciones «The Ghost of Tom Joad» —versionada posteriormente por Rage Against the Machine y Junip— y «Across the Border» y escribió: «Su don para la literatura de realismo social supera su don para la música política».
Sin embargo, The Ghost of Tom Joad obtuvo un menor éxito comercial en comparación con trabajos anteriores. El álbum alcanzó el puesto once en la lista estadounidense Billboard 200, rompiendo la racha de ocho discos consecutivos en alcanzar los primeros cinco puestos de la lista y convirtiéndose en el primer álbum de Springsteen en no entrar en el top 10 desde The Wild, the Innocent & the E Street Shuffle.
La publicación de The Ghost of Tom Joad fue seguida de una gira de promoción en solitario entre 1995 y 1997, mayoritariamente en pequeños locales.

## Lista de canciones
Todas las canciones escritas y compuestas por Bruce Springsteen. 
| Cara A |                         |          |  |
| N.º    | Título                  | Duración |  |
| 1.     | «The Ghost of Tom Joad» | 4:27     |  |
| 2.     | «Straight Time»         | 3:31     |  |
| 3.     | «Highway 29»            | 3:45     |  |
| 4.     | «Youngstown»            | 4:00     |  |
| 5.     | «Sinaloa Cowboys»       | 3:53     |  |
| 6.     | «The Line»              | 5:20     |  |

| Cara B |                                 |          |  |
| N.º    | Título                          | Duración |  |
| 1.     | «Balboa Park»                   | 3:22     |  |
| 2.     | «Dry Lightning»                 | 3:40     |  |
| 3.     | «The New Timer»                 | 5:50     |  |
| 4.     | «Across the Border»             | 5:30     |  |
| 5.     | «Galveston Bay»                 | 5:07     |  |
| 6.     | «My Best Was Never Good Enough» | 2:01     |  |

## Personal
| Músicos - Bruce Springsteen: voz, guitarra, teclados y armónica - Danny Federici: acordeón y teclados - Gary Mallaber: batería - Garry Tallent: bajo - Jim Hanson: bajo - Marty Rifkin: pedal steel - Soozie Tyrell: violín y coros - Lisa Lowell: coros - Patti Scialfa: coros | Equipo técnico - Toby Scott: ingeniero de sonido - Greg Goldman: asistente de grabación - Terry Magovern: investigación - Sandra Choron: dirección artística - Eric Dinyer: diseño de portada - Pam Springsteen: fotografía |

## Posición en listas
| Año  | País           | Lista                       | Posición |
| ---- | -------------- | --------------------------- | -------- |
| 1995 | Alemania       | Media Control Albums Charts | 22       |
| 1995 | Australia      | ARIA Albums Charts          | 27       |
| 1995 | Canadá         | RPM Albums Chart            | 15       |
| 1995 | Estados Unidos | Billboard 200               | 11       |
| 1995 | Finlandia      | Finnish Albums Chart        | 7        |
| 1995 | Noruega        | VG-lista Albums Chart       | 3        |
| 1995 | Nueva Zelanda  | New Zealand Top 40 Albums   | 17       |
| 1995 | Países Bajos   | Mega Album Top 100          | 17       |
| 1995 | Reino Unido    | UK Album Chart              | 16       |
| 1995 | Suecia         | Albums Top 60               | 3        |
| 1995 | Suiza          | Top Albums 100              | 8        |

| Año  | Sencillo                | Lista             | Posición más alta |
| ---- | ----------------------- | ----------------- | ----------------- |
| 1995 | «The Ghost of Tom Joad» | RPM Singles Chart | 34                |
| 1995 | «The Ghost of Tom Joad» | UK Singles Chart  | 26                |